# G (czasopismo)
G – niemieckie awangardowe czasopismo architektoniczno-artystyczne, wydawane nieregularnie w Berlinie w latach 1923–1924. Ukazało się tylko sześć numerów.
Wydawcą czasopisma był Hans Richter, swoje teksty i prace publikowali w nim m.in. Ludwig Mies van der Rohe, Ludwig Hilberseimer, El Lissitzky, Theo van Doesburg, Hans Arp, Piet Mondrian, George Grosz, Tristan Tzara, Man Ray oraz Kurt Schwitters.
Pierwsze trzy numery, miały format i papier gazetowy. Kolejne wydania posiadały mniejszy format i postać broszury. Czasopismo posiadało charakterystyczną szatę graficzną, zwracało uwagę niezwykłe jak na owe czasy używanie wyłącznie czcionki bezszeryfowej.
Czasopismo prezentowało projekty, obrazy i radykalne teksty nawołujące do rewolucji w sztuce i architekturze. Szczególne znaczenie miały prezentacje projektów szklanych wieżowców Miesa van der Rohe oraz jego tekstu o budownictwie uprzemysłowionym.